# ÖBB 1141
Die Lokomotiven der Reihe 1141 der Österreichischen Bundesbahnen (ÖBB) waren vierachsige elektrische Universallokomotiven die von 1955 bis 2003 im Einsatz waren. Die Maschinen wurden von Simmering-Graz-Pauker gebaut und stellen eine Weiterentwicklung der Reihe 1041 dar.

## Geschichte

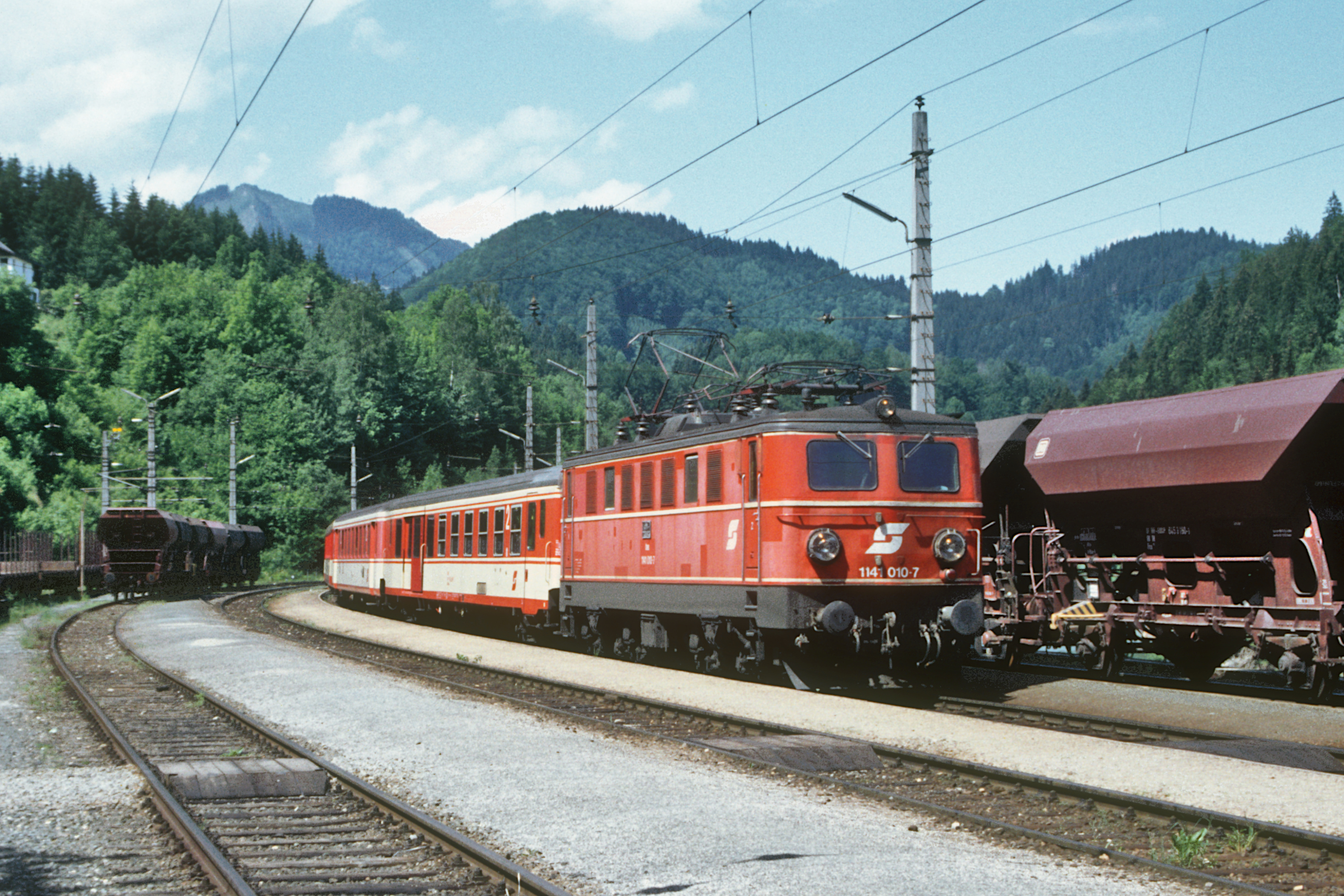
1141 010 mit Fahrzeugkasten im ursprünglichen Zustand mit 4 Führerstandstüren (1993)

Die Österreichischen Bundesbahnen benötigten nach dem Zweiten Weltkrieg neue Elektrolokomotiven für ihr umfangreiches Elektrifizierungsprogramm, womit die Dampftraktion abgelöst werden sollte. Da die Instandsetzung der wichtigsten österreichischen Bahnstrecken rasch voranschritt, wurden ebenfalls neue Lokomotiven benötigt. Der Bedarf wurde vorerst mit den Neubaulok-Reihen 1040 und 1041 gedeckt. Da sich die Loks der Reihe 1041 außerordentlich gut bewährt hatten, entschieden sich die ÖBB für eine Weiterentwicklung, die als Reihe 1141 bezeichnet wurde. Als Mindestanforderungen legten die ÖBB eine Höchstgeschwindigkeit von 110 km/h, eine Dienstmasse von maximal 80 t und eine Leistung von 3.000 kW fest; die Vorgängerreihe wies lediglich eine Höchstgeschwindigkeit von 90 km/h auf, weshalb sie bald vom Einsatz auf den Hauptstrecken verdrängt wurde. Zwischen 1955 und 1958 wurden 30 Maschinen an die ÖBB geliefert. SGP Graz war für den mechanischen Teil zuständig, der elektrische Teil wurde von den Firmen AEG, BBC, ELIN und SSW hergestellt. Alle Lokomotiven waren bei ihrer Ablieferung tannengrün lackiert, der Rahmen und das Laufwerk waren schwarz lackiert. Im Jahr 1957 wurde eine von den ÖBB in Auftrag gegebene Versuchslokomotive geliefert. Es handelte sich dabei um eine Zweisystemlok, die als Reihe 1050 bezeichnet wurde und der Reihe 1141 äußerlich komplett glich. Nach der Ausmusterung der 1050.01 im Jahr 1973 wurde sie zur 1141.03 II umgebaut, da die ursprüngliche 1141.03 bei einem Unfall in Fürnitz am 1. Mai 1971 irreparabel beschädigt worden war. Nach einigen Dienstjahren erhielten die 1141er ein blutoranges Farbkleid, einige erhielten später noch eine verkehrsrote Lackierung, auch wurden teilweise die Führerstandstüren verblecht und nach hinten in den Maschinenraum versetzt.
Die Loks der Reihe 1141 wurden nach ihrer Ablieferung auf der Westbahn und auf der Südbahn im Schnellzugverkehr eingesetzt. Sie wurden allerdings im Laufe der Zeit von der Reihe 1042 verdrängt. Zuletzt waren die 1141 in Attnang-Puchheim stationiert. Im Jahr 2003 schieden alle Lokomotiven dieser Reihe aus dem Bestand der ÖBB aus. Die letzten Vertreterinnen waren 1141 007, 020, 021, 022, 024 und 028. Lok 1141 019 wurde nach ihrer Ausmusterung zu einer Vorheizanlage umgebaut und ging als solche in Bischofshofen in Betrieb; danach wurde sie verkauft und diente dem Eisenbahnunternehmen ProLok als Ersatzteilspender für deren wiederbelebte 1141 024.
Die Lokomotiven 1141 003 (1141.03 II), 1141 007, 1141 020, 1141 021 und 1141 028 sind als Nostalgieloks erhalten geblieben. 1141.16 war in Knittelfeld hinterstellt und wurde 2010, die 1141 019 letztlich 2021 in Graz verschrottet.

## Konstruktion

### Mechanische Konstruktion
Der Wagenkasten entsprach im Großen und Ganzen der Vorgänger-Reihe 1041. Um die Lok so leicht wie möglich zu konstruieren (die von den ÖBB gesetzte 80-Tonnen-Grenze durfte nicht überschritten werden), wurden die Drehgestellrahmen in Holmenbauweise ausgeführt; zudem wiesen die Drehgestelle eine verbesserte Kurvenläufigkeit auf. Die Zugkraftübertragung erfolgte auf gleiche Weise wie bei der Reihe 1041. Der aus Stahlblechen geschweißte Kasten stützte sich auf Gleitbacken am Wiegebalkenende ab. Zwischen den beiden Führerständen lagen der Maschinenraum und ein Verbindungsgang, der Transformator befand sich in der Mitte der Lok. Bei den Lokomotiven der Baureihe 1141 wurde erstmals der heute bekannte und bewährte Siemens-Gummiringfederantrieb (ein Hohlwellenantrieb) eingebaut. Bevor die Reihe 1141 beschafft wurde, war dieser Antrieb nur probeweise in Bestandsloks verbaut. Die Reihe 1141 ist daher die erste in Serie gebaute Elektrolokreihe mit diesem Antrieb. Im Motorraum waren sämtliche Hilfsaggregate und sonstige Geräte untergebracht. Einige Lokomotiven erhielten im Zuge von Ausbesserungsarbeiten einen veränderten Kasten.

### Elektrische Konstruktion
Das Dach trug zwei Scherenstromabnehmer mit Doppelwippe (Bauart V), den Hauptschalter und sämtliche Dachleitungen. Unter dem Hauptschalter befand sich der fremdbelüftete und ölgekühlte Transformator, der im Vergleich zur Reihe 1041 leicht verändert wurde, die Steuerung wurde hingegen beibehalten. Die Loks verfügten über vier Motoren, das Übersetzungsverhältnis des Getriebes betrug 23:88. Alle Lokomotiven verfügten über eine automatisch wirkende Druckluftbremse, ein Nachbremsventil und eine direkt wirkende Zusatzbremse. Auf die Ausrüstung der Maschinen mit einer E-Bremse wie bei der Vorgänger-Reihe musste aus Gewichtsgründen verzichtet werden.

### Hilfsbetriebe
Die Ausrüstung der Hilfsbetriebe gleicht weitgehend jener der Reihe 1041.

### Hauptgroßausbesserung
In den 1990er Jahren wurde bei vielen Loks eine Hauptausbesserung fällig. Im Zuge dessen erhielten diese ebenso wie die Reihen 1010, 1110 und 1046 eine Hauptgroßausbesserung.
Wesentliche Änderungen sind der Einbau von Makrofonen, elektrisch betätigte Zusatzbremsventile sowie die Änderung der Anordnung der Manometer am Führerstand. Während bei den ersten beiden Loks (017 & 021) die Führerpulte angepasst wurden und der Lokkasten mit Ausnahme der Führerstandstüren nahezu unverändert blieb so kam bei allen folgenden Loks das Führerpult der 1046HG zum Einsatz und die Führerstandstüren wanderten in den Maschinenraum. mit einer pro Seite. Ebenso wurden all diese Loks in Verkehrsrot lackiert. Die HG-Prototypen wurden noch Blutorange lackiert. Anders als bei den älteren Reihen 1040 und 1041 behielten die verbliebenen Loks ohne HG die Druckluftpfeifen.